# Genkaia
Genkaia is een geslacht van kreeftachtigen uit de klasse van de Malacostraca (hogere kreeftachtigen).

## Soorten
- Genkaia gordonae Miyake & Takeda, 1970
- Genkaia keijii Tavares, 1993